# Modelo HPP

Demostración a pequeña escala del modelo HPP de red cuadrada (haga clic en la imagen para ver la versión animada).

El modelo Hardy-Pomeau-Pazzis (HPP) es un autómata de gas en celosía fundamental para la simulación de gases y líquidos. Fue precursor de los métodos de Boltzmann reticular. A partir de los autómatas de gas en red, es posible derivar las ecuaciones de Navier-Stokes macroscópicas. El interés por los métodos de autómatas de gas en red se estabilizó a principios de la década de 1990, debido al creciente interés por los métodos de Boltzmann en red.
Se introdujo por primera vez en artículos publicados en 1973 y 1976 por Jean Hardy, Yves Pomeau y Olivier de Pazzis, cuyas iniciales dan nombre al modelo. El modelo puede utilizarse como modelo simple tanto para el movimiento de gases como de fluidos.

## Modelo

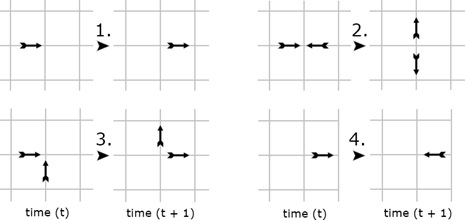
Ejemplos visuales de las cuatro reglas que rigen el modelo HPP.

En este modelo, la red adopta la forma de una cuadrícula bidimensional, con partículas capaces de moverse a cualquiera de los cuatro puntos adyacentes de la cuadrícula que comparten un borde común, y las partículas no pueden moverse en diagonal. Esto significa que cada punto de la cuadrícula solo puede tener una de las dieciséis interacciones posibles.
- Las partículas solo existen en los puntos de la red, nunca en los bordes o en la superficie de la red.
- Cada partícula tiene una dirección asociada (de un punto de la red a otro punto inmediatamente adyacente).
- Cada células de red de la red solo puede contener un máximo de una partícula por cada dirección, es decir, contiene un total de entre cero y cuatro partículas.

Una implementación del modelo HPP. Se utilizó una red de 300 x 200 píxeles con una geometría similar a un toro, lo que significa que las partículas que salen de la red por la izquierda vuelven a entrar por la derecha, las que salen por la parte superior entran por la parte inferior, etc. La densidad de las partículas se muestra mediante píxeles blancos, que son los más densos con 4 partículas, y negros, que son los menos densos con 0 partículas. La simulación comienza con un cuadrado de alta presión de 100 x 100 en el centro.

El modelo también se rige por las siguientes reglas:
1. Una sola partícula se mueve en una dirección fija hasta que experimenta una colisión.
2. Dos partículas que experimentan una colisión frontal se desvían perpendicularmente.
3. Dos partículas que experimentan una colisión que no es frontal simplemente se atraviesan y continúan en la misma dirección.
4. Opcionalmente, cuando una partícula colisiona con los bordes de una red, puede rebotar.

El modelo HPP sigue un proceso de actualización en dos etapas.

### Paso de colisión
En este paso, se comprueban las reglas 2., 3. y 4. anteriores y se aplican si se ha producido alguna colisión. Esto da como resultado que las partículas en colisión frontal cambien de dirección, las colisiones de paso continúen sin cambios o las partículas que no colisionan simplemente permanezcan igual.

### Paso de transporte
El segundo paso consiste en que cada partícula se mueva un paso de la red en la dirección en la que se está desplazando, que podría haber cambiado en el paso de colisión anterior.

## Definición formal
El modelo opera en una red cuadrada bidimensional infinita, en la que cuatro vectores unitarios están asociados a los siguientes números:
{\displaystyle 1\mapsto \left({\begin{array}{c}1\\0\end{array}}\right),2\mapsto \left({\begin{array}{c}0\\1\end{array}}\right),3\mapsto \left({\begin{array}{c}-1\\0\end{array}}\right),4\mapsto \left({\begin{array}{c}0\\-1\end{array}}\right)}.
Sea {\displaystyle X} una configuración permitida. La función {\displaystyle \sigma _{X}} comprueba la existencia de una partícula con una velocidad determinada, mientras que {\displaystyle {\bar {\sigma }}_{X}} hace lo contrario:
{\displaystyle \sigma _{X}(p,q,i)={\begin{cases}1{\text{ si el sitio }}(p,q){\text{ es ocupado por una partícula de }}X{\text{ de velocidad }}i,\\0{\text{ de lo contrario.}}\end{cases}}}
{\displaystyle {\bar {\sigma }}_{X}(p,q,i)=1-\sigma _{X}(p,q,i)}
El sucesor {\displaystyle T(X)} de la configuración {\displaystyle X} se puede calcular utilizando las fórmulas del artículo original
{\displaystyle {\begin{array}{lcl}\sigma _{T(X)}(p,q,1)&=&\sigma _{X}(p-1,q,1)-\Psi _{X}(p,q)\\\sigma _{T(X)}(p,q,2)&=&\sigma _{X}(p,q-1,2)+\Psi _{X}(p,q)\\\sigma _{T(X)}(p,q,3)&=&\sigma _{X}(p+1,q,3)-\Psi _{X}(p,q)\\\sigma _{T(X)}(p,q,4)&=&\sigma _{X}(p,q+1,4)+\Psi _{X}(p,q)\end{array}}}
{\displaystyle {\begin{array}{lcl}\Psi _{X}(p,q)&=&\psi _{X}^{1}(p,q)-\psi _{X}^{2}(p,q)\\\psi _{X}^{1}(p,q)&=&\sigma _{X}(p-1,q,1)\sigma _{X}(p+1,q,3){\bar {\sigma }}_{X}(p,q-1,2){\bar {\sigma }}_{X}(p,q+1,4)\\\psi _{X}^{2}(p,q)&=&{\bar {\sigma }}_{X}(p-1,q,1){\bar {\sigma }}_{X}(p+1,q,3)\sigma _{X}(p,q-1,2)\sigma _{X}(p,q+1,4)\end{array}}}

## Deficiencias
El modelo presenta graves deficiencias, ya que el momento siempre se conserva tanto en los carriles horizontales como en los verticales. Nunca se elimina energía del modelo, ni por colisiones ni por movimiento, por lo que continuará indefinidamente.
El modelo HPP carecía de invarianza rotacional, lo que lo hacía altamente anisotrópico. Esto significa, por ejemplo, que los vórtices producidos por el modelo HPP son de forma cuadrada.